# 歐姆計

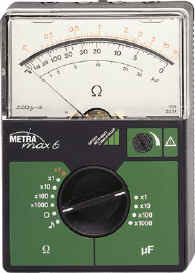
一個普通的歐姆計

歐姆計 (ohmmeter) ，又稱為電阻表，是一種專門測量電阻的儀器。電機元件阻礙電流流動的性質，稱為電阻，單位為歐姆。毫歐姆計專門測量微小的電阻；而百萬歐姆計，又稱為兆歐計，或高阻表，則專門測量非常巨大的電阻。

## 原始的歐姆計

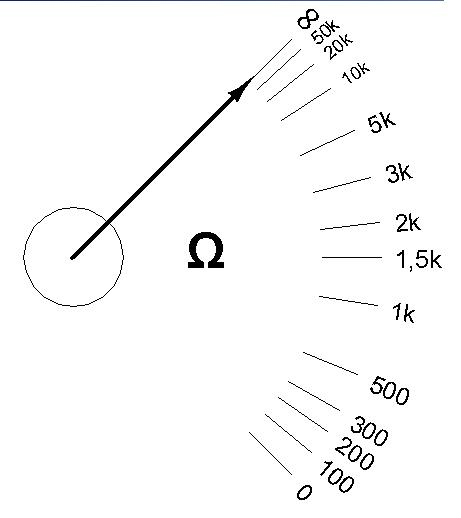
經過放大，歐姆計的刻度

歐姆計原本的設計，用一個小型電池施加電壓於電阻，又用一個改裝的檢流計 (galvanometer) 來測量流過電阻的電流。檢流計的刻度改以歐姆來標記。由於電池施加的恆定電壓，保證電阻會與電流成反比。所以，知道電流，就可以得到電阻。
如圖右，歐姆計的刻度表示從零至無窮大。當兩個探針接觸在一起時，電阻為零；分開時，電阻為無窮大。在這兩個數目之間的廣大數域以對數比例方式表达出来。所以，假設電池的電動勢為 {\displaystyle 6\ volt\,\!} ，想要設定電流為 {\displaystyle 4\ mA\,\!} ，則內部電阻必須調整為 {\displaystyle 1.5\ k\Omega \,\!} 。當兩個探針接觸在一起時，總電阻是 {\displaystyle 1.5\ k\Omega \,\!} ，電流是 {\displaystyle 4\ mA\,\!} ，歐姆計的顯示針顯示電阻為 {\displaystyle 0\ k\Omega \,\!} 。
- 當顯示針在零與無窮大的中間時，電流是 {\displaystyle 2\ mA\,\!} 。那麼，總電阻是 {\displaystyle 3\ k\Omega \,\!} ，測量的電阻是 {\displaystyle 1.5\ k\Omega \,\!} 。
- 當顯示針在零與 {\displaystyle 1.5\ k\Omega \,\!} 的中間時，電流是 {\displaystyle 3\ mA\,\!} 。那麼，總電阻是 {\displaystyle 2\ k\Omega \,\!} ，測量的電阻是 {\displaystyle 500\ \Omega \,\!} 。
- 當顯示針在 {\displaystyle 1.5\ k\Omega \,\!} 與無窮大的中間時，電流是 {\displaystyle 1\ mA\,\!} 。那麼，總電阻是 {\displaystyle 6\ k\Omega \,\!} ，測量的電阻是 {\displaystyle 4.5\ k\Omega \,\!} 。

這種歐姆計有一個重要缺點，那就是它需要一個很穩定的電池電壓。經過使用一段時間後，電壓會漸漸降低。這會使得歐姆計失去準確度。當兩個探針接觸在一起時，顯示針不再會指向 {\displaystyle 0\ k\Omega \,\!} ，而會指向越來越大的電阻值。

## 四端點量測

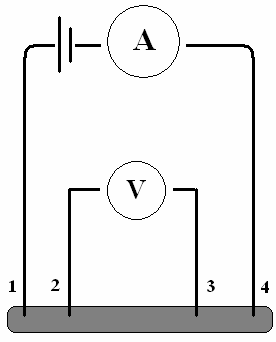
四端點量測技術可以用來準確地測量點 2 與點 3 之間的電阻。

用於高準確度測量工作，上述歐姆計難以勝任。這是因為從儀器讀出的電阻值還包括了探針電阻和接觸電阻（如右圖，點 1 與點 2 之間和點 3 與點 4 之間的電阻）。為了降低這些效應，高準確度歐姆計有四個終端點，稱為克耳文接點。兩個終端點，點 1 與點 4 ，運載主電流，並且有一個電流表測量主電流的值 {\displaystyle I\,\!} 。又使用電壓表連結於另外兩個終端點，點 2 與點 3 ，來準確測量電阻兩端的電壓 {\displaystyle V\,\!} 。點 2 與點 3 之間的電阻 {\displaystyle R\,\!} 可以用方程式表達為 {\displaystyle R=V/I\,\!} 。
由於電壓 {\displaystyle V\,\!} 不包括在內點 1 與點 2 之間和點 3 與點 4 之間的電阻所產生的電壓。得到的電阻值非常的準確。四端点测量技术又稱為克耳文傳感，因开尔文勳爵而命名。於1861年，克耳文勳爵發明了开尔文电桥，專門測量微小電阻。四端點量測技術也可以用來準確地測量微小電阻。

## 參閱
- 萬用表
- 测量仪器
- 串聯電路
- 並聯電路
- 惠斯登橋
- 電路
- 電子學